# Western Conference (WNBA)
Western Conference i WNBA är den västra konferensen och bildades inför säsongen 1997.
Säsongen 2011 innehöll koferensen följande sex lag:
- Los Angeles Sparks
- Minnesota Lynx
- Phoenix Mercury
- San Antonio Silver Stars
- Seattle Storm
- Tulsa Shock

## Western Conference-mästare
- 1997: Inget lag från Western Conference spelade i WNBA-finalen
- 1998: Houston Comets
- 1999: Houston Comets
- 2000: Houston Comets
- 2001: Los Angeles Sparks
- 2002: Los Angeles Sparks
- 2003: Los Angeles Sparks
- 2004: Seattle Storm
- 2005: Sacramento Monarchs
- 2006: Sacramento Monarchs
- 2007: Phoenix Mercury
- 2008: San Antonio Silver Stars
- 2009: Phoenix Mercury
- 2010: Seattle Storm
- 2011: Minnesota Lynx

## Western Conference-titlar
- 3: Houston Comets *
- 3: Los Angeles Sparks
- 2: Phoenix Mercury
- 2: Sacramento Monarchs *
- 2: Seattle Storm
- 1: Minnesota Lynx
- 1: San Antonio Silver Stars

* Spelar inte längre i Western Conference

## WNBA-mästare från Western Conference
- 1998 – Houston Comets
- 1999 –  Houston Comets
- 2000 –  Houston Comets
- 2001 –  Los Angeles Sparks
- 2002 –  Los Angeles Sparks
- 2004 –  Seattle Storm
- 2005 –  Sacramento Monarchs
- 2007 –  Phoenix Mercury
- 2009 –  Phoenix Mercury
- 2010 –  Seattle Storm
- 2011 –  Minnesota Lynx

## Lag som tidigare spelat i Western Conference
- Houston Comets
- Portland Fire
- Sacramento Monarchs
- Utah Starzz